# Euophrys pelzelni
Euophrys pelzelni là một loài nhện trong họ Salticidae.
Loài này thuộc chi Euophrys. Euophrys pelzelni được Władysław Taczanowski miêu tả năm 1878.